# Обобщённые гипотезы Римана
Гипотеза Римана является одной из наиболее важных гипотез в математике. Гипотеза является утверждением о нулях дзета-функции Римана. Различные геометрические и арифметические объекты могут быть описаны так называемыми глобальными L-функциями, которые формально похожи на дзета-функцию Римана. Можно тогда задать тот же вопрос о корнях этих L-функций, что даёт различные обобщения гипотезы Римана. Многие математики верят в верность этих обобщений гипотезы Римана. Единственный случай, когда такая гипотеза была доказана, произошёл в алгебраическом поле функций (не в случае поля чисел).
Глобальные L-функции можно ассоциировать с эллиптическими кривыми, числовыми полями (в этом случае они называются дзета-функциями Дедекинда), параболическими формами Маасса и характерами Дирихле (в этом случае они называются L-функциями Дирихле). Когда гипотеза Римана формулируется для дзета-функций Дедекинда, она называется расширенной гипотезой Римана (РГР), а когда она формулируется для L-функций Дирихле, она известна как обобщённая гипотеза Римана (ОГР). Эти два утверждения более детально обсуждаются ниже. Многие математики используют название обобщённая гипотеза Римана для расширения гипотезы Римана на все глобальные L-функции, не только специальный случай L-функций Дирихле.

## Обобщённая гипотеза Римана (ОГР)
Обобщённую гипотезу Римана (для L-функций Дирихле), видимо, впервые сформулировал Адольф Пилтц в 1884 году. Подобно исходной гипотезе Римана обобщённая гипотеза имеет далеко идущие следствия о распределении простых чисел.
Формальное утверждение гипотезы. Характер Дирихле — это полностью мультипликативная арифметическая функция χ, такая, что существует положительное целое число k с χ(n + k) = χ(n) для всех n и χ(n) = 0 если gcd(n, k) > 1. Если задан такой характер, мы определяем соответствующую L-функцию Дирихле
{\displaystyle L(\chi ,s)=\sum _{n=1}^{\infty }{\frac {\chi (n)}{n^{s}}}}
для любого комплексного числа s с вещественной частью > 1. С помощью аналитического продолжения эта функция может быть продолжена до мероморфной функции, определённой на всей комплексной плоскости. Обобщённая гипотеза Римана утверждает, что для любого характера Дирихле χ и любого комплексного числа s с L(χ,s) = 0 выполняется: если вещественное число s находится между 0 и 1, то оно, на самом деле, равно 1/2.
Случай χ(n) = 1 для всех n даёт обычную гипотезу Римана.

### Следствия ОГР
Теорема Дирихле утверждает, что когда a и d взаимно простые натуральные числа, то арифметическая прогрессия a, a+d, a+2d, a+3d, … содержит бесконечно много простых чисел. Пусть π(x,a,d) обозначает число простых чисел в прогрессии, которые меньше или равны x. Если обобщённая гипотеза Римана верна, то для любых взаимно простых a и d и любого ε > 0
{\displaystyle \pi (x,a,d)={\frac {1}{\varphi (d)}}\int _{2}^{x}{\frac {1}{\ln t}}\,dt+O(x^{1/2+\epsilon })} при {\displaystyle x\to \infty },
где φ(d) — функция Эйлера, а {\displaystyle O} — «O» большое. Это существенное усиление теоремы о распределении простых чисел.
Если ОГР верна, то любая собственная подгруппа мультипликативной группы {\displaystyle (\mathbb {Z} /n\mathbb {Z} )^{\times }} не содержит числа, меньшие 2(ln n)2, как и числа, взаимно простые с n и меньшие 3(ln n)2. Другими словами, {\displaystyle (\mathbb {Z} /n\mathbb {Z} )^{\times }} генерируется набором чисел, меньших 2(ln n)2. Этот факт часто используется в доказательствах и из него вытекает много следствий, например (в предположении верности ОГР):
- Тест Миллера — Рабина гарантированно работает за полиномиальное время (Тест с полиномиальным временем работы, не требующий ОГР, тест Агравала — Каяла — Саксены, был опубликован в 2002).
- Алгоритм Гельфонда — Шенкса гарантированно работает за полиномиальное время.
- Детерминированный алгоритм Ивануос — Карпински — Сахена[3] для разложения многочленов над конечными полями с простой степенью n и гладким n — 1 работает за полиномиальное время.

Если ОГР верна, то для любого простого p существует примитивный корень по модулю p (генератор мультипликативной группы целых чисел по модулю p), меньший {\displaystyle O((\ln p)^{6}).\,}.
Слабая гипотеза Гольдбаха также следует из обобщенной гипотезы Римана. Доказательство Харальда Хельфготт этой гипотезы подтверждает ОГР для нескольких тысяч малых характеров, которые позволили доказать гипотезу для всех целых (нечётных) чисел, больших 1029. Для целых чисел ниже этой границы гипотеза была проверена прямым перебором.
В предположении верности ОГР оценка суммы характеров в неравенстве Пойа–Виноградова может быть улучшено до {\displaystyle O\left({\sqrt {q}}\log \log q\right)}, где q — модуль характера.

## Расширенная гипотеза Римана (РГР)
Пусть K — числовое поле (конечномерное расширение поля рациональных чисел Q) с кольцом целых OK (это кольцо является целым замыканием целых чисел Z в K). Если a — идеал кольца OK, отличный от нулевого идеала, мы обозначим его норму через Na. Дзета-функция Дедекинда над K тогда определяется как
{\displaystyle \zeta _{K}(s)=\sum _{a}{\frac {1}{(Na)^{s}}}}
для любого комплексного числа s с вещественной частью > 1.
Дзета-функция Дедекинда удовлетворяет функциональному уравнению и может быть расширена аналитическим продолжением на всю комплексную плоскость. В результирующей функции закодирована важная информация о числовом поле K. Расширенная гипотеза Римана утверждает, что для любого числового поля K и любого комплексного числа s, для которого ζK(s) = 0, выполняется: если вещественная часть числа s лежит между 0 и 1, то она, на самом деле, равна 1/2.
Исходная гипотеза Римана следует из расширенной гипотезы, если взять числовое поле Q с кольцом целых чисел Z.
Из РГР вытекает эффективная версия теоремы Чеботарёва о плотности: если L/K является конечным расширением Галуа с группой Галуа G, а C является объединением классов смежности G, число неразветвлённых простых идеалов K с нормой ниже x с классом смежности Фробениуса в C равно
{\displaystyle {\frac {|C|}{|G|}}{\Bigl (}\mathrm {li} (x)+O{\bigl (}{\sqrt {x}}(n\log x+\log |\Delta |){\bigr )}{\Bigr )},}
где константа в нотации O-большое абсолютна, n является степенью L над Q, а Δ является его дискриминантом.